# Grey (jezero)
Jezero Grey je ledeniško jezero v  Narodnem parku Torres del Paine v južnem Čilu, v provinci Última Esperanza in regiji Magallanes y la Antártica Chilena.
To jezero ima površino 3250 ha, dolžino okoli 16,5 km, največjo širino 4,25 km in najmanjšo širino 1,37 km. Spada v veliko binacionalno porečje reke Serrano. Ima nepravilno obliko in več kopnih površin, polotokov in otočkov. Njegova voda je motna zaradi vsebnosti ledeniškega mulja.
Na vzhodu je omejeno s pobočjem Cerro Paine Grande na nadmorski višini 2700 metrov in nižjim Cerro Aleta de Tiburón. Proti jugu se njegovo porečje nadaljuje s hribom Ferreir z nadmorsko višino 1599 metrov.

## Otoki
Na skrajnem jugu ima nekaj otokov; največji od njih je dolg 600 m in je dostopen preko nizke in ozke plitvine.
Na severnem koncu ima tudi nekaj otokov, vendar so vsi obrobljeni tudi ledenikom Grey, kajti pred nekaj leti so bili le nunataki (skalne čeri) ledenika. Največji od njih je dolg 3,6 km in širok 2 km.

## Dotoki
Največji vir jezera in izvor nastanka je ogromen ledenik Grey, ki teče v severni del jezera. Masa ledu je 6 kilometrov široka in več kot 30 metrov visoka, razdeljena na dve kraka. Leta 1996 je imel skupno površino 270 km² in dolžino 28 km. Ta ledenik ima svoj vir energije na Južnpatagonskem ledenem polju.
V svojem najjužnejšem delu prejme reko Pingo, njegov glavno rečni pritok, ki odvaja vodo iz jezera Pingo, ki ga hranita ledenika Pingo in Zapata. Reka Pingo se skoraj ne pridruži jezeru Grey, saj teče v izvir reke Grey.

## Iztok
Jezero izpusti svoje vode v reko Grey, ob laguni Margarita. Reka se po 20 km pridruži reki Serrano, ta pa v Tihi ocean.

## Galerija
- Jezero Grey
- Ledena gora na jezeru
- Ognjeni grm (Embothrium coccineum) blizu jezera Grey